# Brno Pride Week
Brno Pride Week je český festival LGBTQ+ hrdosti, který se od roku 2021 odehrává každoročně v Brně. Organizátorem festivalu je spolek STUD, konkrétně jeho projekt Brno Pride (původně Queer Kód), jehož cílem je poskytovat prostor společenským a kulturním aktivitám pro lidi z LGBTQ+ komunity a lidi otevřené vůči „jinakosti“. Součástí festivalu v letech 2021–2023 nebyl tzv. pochod hrdosti, v roce 2024 se poprvé odehrál.

## První ročník (2021)
Akce se poprvé konala od 2. do 8. srpna 2021 na několika místech v Brně pod názvem „Brněnský Pride Week 2021“. Jednalo se o týden plný kulturních akcí věnovaných queer komunitě a jejich přátelům, kdy organizátoři zdůrazňovali, že: „Už nemusíte na Pride do Prahy, Pride week přijde za vámi!“. Jako organizátoři byli uvedeni spolek STUD a jeho projekt Queer Kód. V průběhu celého týdne bylo promítnuto několik queer snímků v Kině Art, uspořádáno několik přednášek a diskuzí v kavárně Café ART (kavárna Kina Art a v podniku Dety´s (např. Trans - Vážně i nevážně o životech trans lidi v Česku, LGBTQ+ o zkratce ve zkratce či Právem proti homofobii), konala se procházka za brněnskou queer historií a uskutečnil se LGBTQ+ piknik v Tyršově sadu. Poslední den proběhla i ekumenická bohoslužba ve sborovém domě Církve československé husitské Betlém v Maloměřicích. Průvod hrdosti se záměrně nekonal s tím, že je možnost se zúčastnit průvodu v rámci Prague Pride v témže měsíci.

## Druhý ročník (2022)
Druhý ročník akce se konal již v červnu, a to od 13. do 19. června 2022 pod mírně změněným názvem „Brno Pride Week 2022“, organizátoři zůstali beze změn. Program však byl bohatější a konal se na více místech. V Kina Art se opět promítaly queer snímky a vystoupilo např. Duo docentky, v kavárně Café ART se konala opening party, v Divadle Husa na provázku proběhly přednášky a diskuze (např. Nenormativní stárnutí v ČR či Queer a polyamorie), v podniku NEST se uskutečnila akce „Body shaming v LGBTQ+ komunitě“. Součástí byly též seznamovací akce (tzv. speed dating) jak pro kluky (podnik But bar), tak pro holky (podnik anoda), konala se též procházka s názvem „Queer místa v Brně – včera, dnes a zítra“. Zakončení proběhlo za prvé formou páteční queer party v Artbaru Druhý pád a sobotním piknikem a dnem plným zábavných tvořivých aktivit s názvem „Cesta za duhou“ v Björnsonově sadu. Bohoslužba tentokrát proběhla v Husově sboru na Botanické ulici.

## Třetí ročník (2023)
Třetí ročník se odehrál po ustáleným názvem „Brno Pride Week 2023“ v termínu od 2. do 11. června 2023. Klíčovými místy se opět staly za prvé Kino Art s kavárnou Café ART, kde se promítaly queer filmy a pořádaly některé přednášky a diskuze (např. Konverzní terapie, víra a LGBT+; Plusko+: Historie Stonewallského povstání či Vyhonit ďábla: Je promiskuita mýtus?), a za druhé pak zóna nezávislého umění a kulturní centrum CO.LABS, kde se odehrály další přednášky a diskuze včetně divadla a hudebního vystoupení (např. diskuze Queer lidé ve společnosti mimo jiné s Filipem Titlbachem a Eliškou Podzimkovou, přednáška Etická nemonogamie s psychoterapeutem Janem Vojtkem či pořad „Literární hysterie: It’s OK to be freaky gay, Ladislave!“ o spisovateli Ladislavu Fuksovi).
Nedílnou součástí Brno Pride Weeku se staly již výše zmíněné speed datingy pro lesby i gaye, ale též speed friending pro nalezení přátel (vše v podniku Hodně někde). Zahajovací párty se odehrála v CO.LABSu, zakončovací párty v Artbaru Druhý pád. Sobota byla též vyhrazena Queer Parku BPW 2023 v Björnsonově sadu (tj. piknik, deskové hry, charitativní šatník či prezentace neziskových organizací), v neděli proběhla bohoslužba v Husově sboru na Botanické ulici.
Největší mediální pozornost však strhla akce s názvem „Čtení pro (pra)rodiče a děti s Ivory Divine“, kdy měla tato česká drag queen číst v Knihovně Jiřího Mahena (a pod její záštitou) pohádku o queer tučňácích z knihy pro děti ve věku 3 až 8 let. Po řadě odsuzujících až nenávistných reakcí se knihovna proti kritice zprvu ohradila a později po dohodě s pořadateli došlo k přesunutí programu do Kina Art. Organizátoři uhájili bezpečnost akce s pomocí ochranky, ačkoli se před kinem srocovalo asi 20 odpůrců, mimo jiné z řad spolku Slušní lidé či PRO Jindřicha Rajchla. Ivory Divine pro zhruba 50 návštěvníků akce přečetla v princeznovském kostýmu pohádku Tango o dvou tučňácích.

## Čtvrtý ročník (2024)

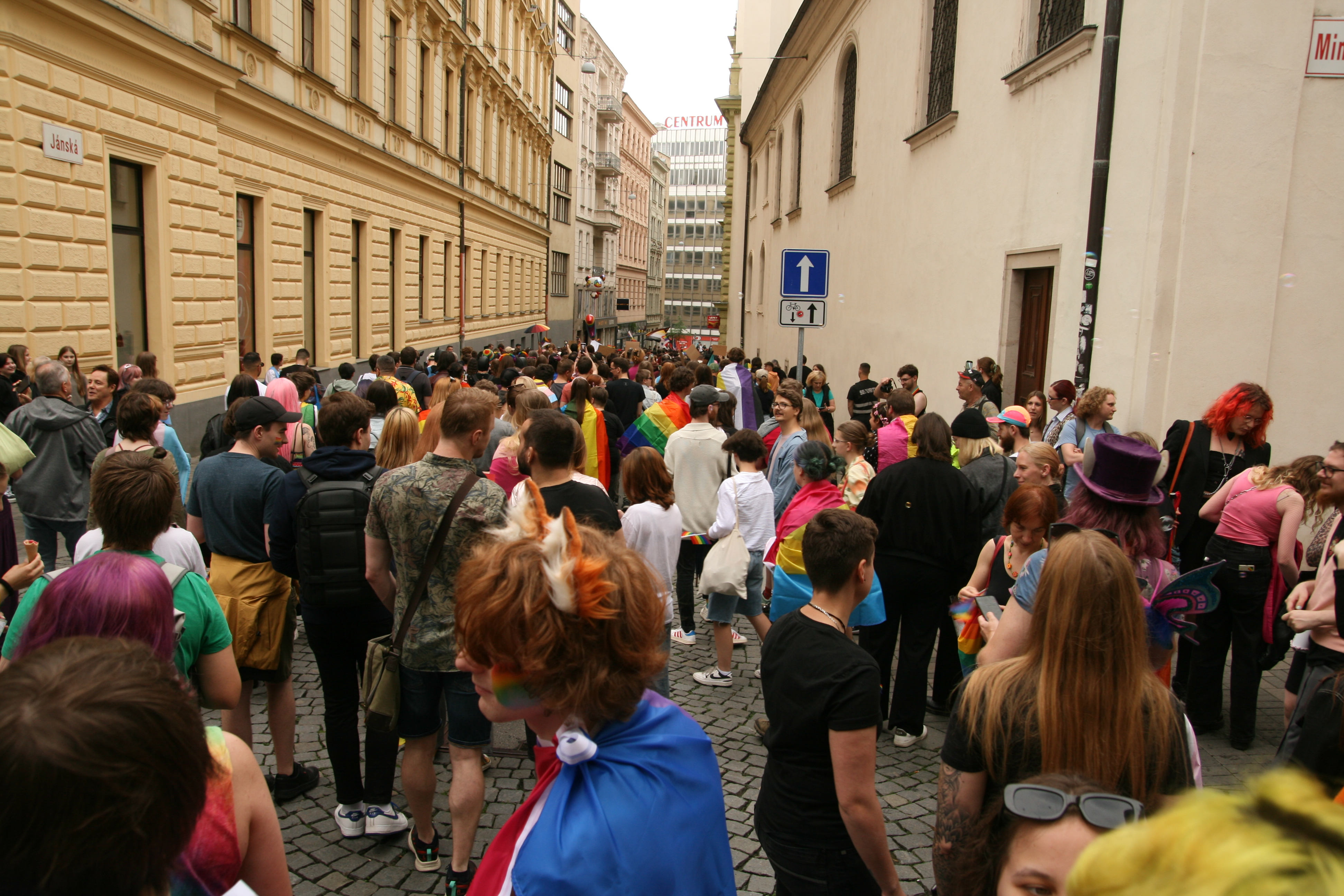
Průvod Brno Pride Parade 25. května 2024 procházející Jánskou ulicí

Čtvrtý ročník se uskutečnil v termínu od 18. do 25. května 2024. Týdenní festival nabídl zhruba tři desítky akcí – např. společný běh Brno Pride Run, speed friending (hledání nového kamarádstva), bohoslužbu, piknik, promítání filmů či procházku po queer místech. Součástí bylo také několik přednášek, diskuzí a besed (zejména v podnicích První patro a Patio) – např. queer lidé v médiích a popkultuře a queer témata v současné české literatuře (obě moderoval Filip Titlbach, hosty byli například Daniela Špinar a Marek Torčík), queer umění na české a slovenské scéně či plánování duhové rodiny. Návštěvníci se mohli rovněž zúčastnit tanečního workshopu salsy nebo jógy, pevnou součástí programu byly též zahajovací a closing party. Rozpočet celého festivalu byl kolem 2 milionů.
Zásadní změnou však bylo konání duhového průvodu nazvaného „Brno Pride Parade“, který v sobotu 25. května 2024 celý festival zakončil. Začátek průvodu byl na Zelném trhu v 15 hodin, poté šli účastníci přes Malinovského náměstí a Moravské náměstí přes náměstí Svobody zpět na Zelný trh. Průvod trval asi hodinu a půl, šel za zvuku bubnů a podle odhadu organizátorů se jej zúčastnila asi tisícovka především mladých lidí.

## Pátý ročník (2025)
Pátý ročník se uskutečnil v termínu od 15. do 22. června 2025. Nabídl Pride Parade (průvod hrdosti) a více než padesát kulturních, vzdělávacích a komunitních akcí. Tématem festivalu byla blízkost, program se zaměřoval mimo jiné na menstruační chudobu, hate speech a také aktuální dění na Slovensku, jeho součástí byl i běh za rovná práva či bohoslužba v kapli sv. Václava v Žabovřeskách. Rozpočet akce byl oproti předchozímu roku omezený zhruba na 600 tisíc korun, poklesla podpora Jihomoravského kraje i některých firem, akce se musela obejít i bez podpory americké ambasády.
Průvod Brno Pride Parade proběhl jako vyvrcholení týdenního festivalu v sobotu 21. června, program začal ve 13 hodin na Zelném trhu, odkud v 15 hodin vyrazil průvod do ulic, prošel postupně Masarykovou a Josefskou ulicí, Jánskou na Malinovského náměstí a poté Rooseveltovou na Moravské náměstí, kde se obrátil, Rašínovou ulicí pokračoval na náměstí Svobody a Masarykovou ulicí zpět na Zelný trh. Zúčastnilo se ho asi 1500 lidí všech věkových skupin i lidé s kočárky nebo dětmi v šátcích, na transparentech byly napsána například hesla: „Chceme lásku, ne válku!“, „Láska pro všechny“ či „Chraňte trans děti“. Průběh byl poklidný bez narušení. Týdenní festival poté skončil večerním programem v klubu Fléda.